# Jacques Heyman
Jacques Heyman  (1925 - ) es un ingeniero conocido por su labor divulgadora de las estructuras de fábrica, siendo una autoridad en el estudio de las estructuras de catedrales aplicando las teorías modernas del siglo XX. Sus libros han sido traducidos a muchos idiomas .

## Biografía
Habiéndose graduado en 1944 en el Departamento de Ingeniería de la Universidad de Cambridge. Obtuvo posteriormente su PhD en la Brown University (de Estados Unidos) en 1946. Tras algunas estancias en Estados Unidos trabaja como profesor en el Departamento de Ingeniería. Durante estos años desarrolla sus estudios centrando su atención en las teorías modernas en estructuras de fábrica. Sus ideas están entrelazadas con las teorías elásticas del acero de Baker, son aplicadas a la piedra. Muchas de estas teorías permiten mejorar el conocimiento sobre rehabilitación de catedrales y templos de periodos clásicos. 
Una de sus obras más importantes dentro del terreno de la restauración es la que realiza en la torre de Ely en Cambridgeshire. En ella aplica las ideas y teorías que desarrolló en su vida profesional.  En el año 2008 recibe el "honoris causa" de la Universidad Politécnica de Madrid. Colabora en algunos libros sobre historia de las estructuras con el español Santiago Huerta Fernández.